# Пауль Наторп
Пауль Герхард Наторп (нім. Paul Gerhard Natorp; нар. 24 січня 1854, Дюссельдорф, Німеччина — пом. 17 серпня 1924, Марбург, Німеччина) — німецький педагог та філософ, автор книги «Соціальна педагогіка», у якій були сформульовані основи однойменної педагогічної течії, у якій проблеми виховання розглядаються у широкому соціально-філософському контексті; професор Марбурзького університету (з 1885).

## Діяльність
Пауль Наторп визнавав, що в суспільстві існують суперечності, причини яких криються не в соціально-економічних відносинах, а в свідомості самих людей.
Він виступав за створення єдиної школи, рівної й обов'язкової для всіх дітей на І-ому ступені (6-річна народна школа) і доступної для всіх на ІІ-ому ступені (диференційована середня школа).
Наторп також відстоював ідею побудови школи як трудового співтовариства учнів та вчителів, у якому індивідуальна відомість кожної дитини формувалася б в атмосфері, позбавленій суперництва і конкуренції. Окрім цього, педагог був прихильником широкої позашкільної освіти дорослих і відносив її (позашкільну освіту) до засобів, що сприяють взаєморозумінню в суспільстві і ведуть до пом'якшення соціальних суперечностей.

## Вибрані праці
- «Загальна педагогіка»
- «Песталоцці. Його життя, його ідеї»
- «Принцип відностності»
- «Соціальна педагогіка»